# Atonia mikii
Atonia mikii är en tvåvingeart som beskrevs av Samuel Wendell Williston  1886. Atonia mikii ingår i släktet Atonia och familjen rovflugor. Inga underarter finns listade i Catalogue of Life.